# جیحون آباد
جیحون‌آباد (به کردی: جووناوا)، روستایی است در استان کرمانشاه و بخش دینور، این روستا نزدیک شهر صحنه می‌باشد و در مجاورت روستاهای احمدآباد و کاکاوند می‌باشد. این روستا بزرگ‌ترین روستای شهرستان صحنه می‌باشد. جیحون آباد یکی از روستاهای قدیمی و تاریخی بخش دینور است و در زمینه کشاورزی و دامداری از قطب‌های قوی و اثر گذار در منطقه است.